# Judith Leyster

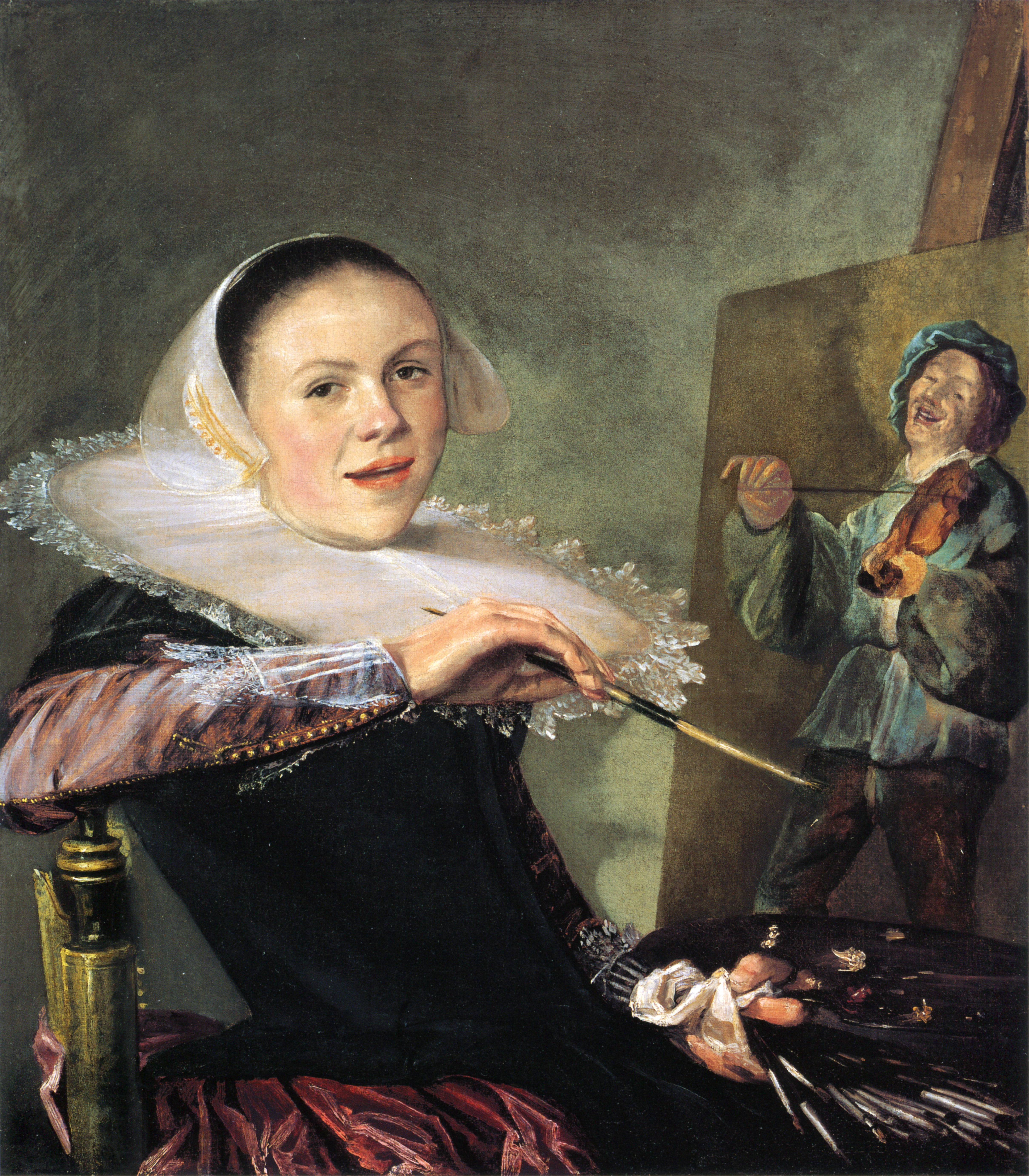
Selbstporträt (1630)
National Gallery of Art
Washington D.C.

Judith Leyster (* 1609 in Haarlem; † 1660 in Heemstede) war eine niederländische Malerin des 17. Jahrhunderts. Sie gilt als eine der wenigen Malerinnen des Goldenen Zeitalters, deren Werk bis heute erhalten ist. Ihre Arbeiten werden dem Barock zugeordnet.

## Leben
Judith Jans Leyster wurde als achtes von neun Kindern von Trijn Jasperdr und Jan Willensz Leyster in Haarlem geboren und am 28. Juli 1609 getauft. Ihr Vater arbeitete als Tuchmacher und war Inhaber der Brauerei „De Leystarre“ in der Bakenessergracht (von der sie ihren Namen ableitete), musste jedoch 1624 Bankrott erklären.
Leyster erhielt ihre künstlerische Ausbildung bei dem Maler und Radierer Pieter Fransz de Grebber, dieser war bekannt für Historien- und Porträtbilder.
In Verbindung mit der Familie de Grebber wird Leysters Arbeit als aktive künstlerisch tätige Frau von Samuel Ampzing in seiner 1626–1627 bearbeiteten Beschrijvinge ende lof der stad Haerlem in Holland (Beschreibung und Lob der Stadt Haarlem in Holland) hervorgehoben. 1628 zog die Familie nach Vreeland in der Nähe von Utrecht, wo die Malerin möglicherweise Kontakt zu den Utrechter Caravaggisten Hendrick Terbrugghen und Gerrit van Honthorst hatte. Im September 1629 übersiedelten ihre Eltern nach Zaandam bei Amsterdam, wobei nicht belegt ist, wie lang die Künstlerin bei ihren Eltern blieb, bevor sie nach Haarlem zurückkehrte. Belegt ist ihre Anwesenheit als Patin bei der Taufe von Frans Hals’ Tochter Maria im November 1631.
Am 1. Juni 1636 heiratete Judith Leyster den Maler Jan Miense Molenaer in Heemstede. In dieser Ehe wurden die Kinder Johannus (1637), Jacobus (1639), Helena (1643), Eva (1646) und Constantijn (1650) geboren. Das Paar wohnte zunächst in Amsterdam, bevor es 1648 ein Haus in Heemstede kaufte. Aus der Zeit nach der Hochzeit sind wenige Werke Judith Leysters bekannt. Einerseits kümmerte sich die Künstlerin um ihre Familie und den Haushalt, andererseits teilte sie sich mit ihrem Mann Modelle und Requisiten, und beide arbeiteten wechselseitig an den Bildern des jeweils anderen mit, was heute eindeutige Zuschreibungen erschwert. Judith Leyster starb in Heemstede und wurde dort am 10. Februar 1660 begraben.

## Werk
Bereits ab 1629 begann Judith Leyster, ihre Bilder zu signieren und zu datieren. Sie unterhielt ein eigenes Atelier und wurde 1633 eines von nur zwei weiblichen Mitgliedern der St. Lukas-Gilde. Viele der Arbeiten von Judith Leyster zeigen den Einfluss von Frans Hals, und es wurde lange Zeit vermutet, dass sie seine Schülerin gewesen sei. Neuere Forschungen sehen jedoch eine stärkere Verbindung zu den Bildern von Dirck Hals. Im Jahr 1635 hatte Judith Leyster drei Schüler. Einer – Willem Wouters – wechselte nach ihrer Hochzeit unerlaubt ins Atelier von Frans Hals. Judith Leyster verklagte daraufhin die Mutter des Schülers vor der St. Lukas-Gilde auf Zahlung des Schulgeldes in Höhe von acht Gulden, welches ihr zur Hälfte zuerkannt wurde. Frans Hals erstattete ihr daraufhin weitere drei Gulden.
Judith Leysters Werk umfasst Porträts, Stillleben, Allegorien, botanische Zeichnungen und mindestens eine Radierung. Am markantesten sind jedoch ihre Genrebilder, in denen sie in kleinen, intimen, kerzenbeleuchteten Szenen Themen des täglichen Lebens darstellte. In ihren Bildern sind meist ein oder zwei Personen zu sehen, wobei Kinder zu ihren bevorzugten Modellen gehörten. Ihre Motive sind Jungen, die Flöte, Laute oder Violine spielen, Mütter, die nähen oder ihren Kindern die Haare kämmen, Männer, die Frauen verführen, Falschspieler oder Backgammonspieler sowie Feiernde in Gasthäusern (siehe zum Beispiel Der letzte Tropfen).
Theodorus Schrevelius in seinem Buch über Haarlem Harlemias (1647): „Da gibt es auch viele Frauen, die in der Malerei erfahren und bis heute berühmt sind, die es auch mit Männern aufnehmen können, von denen wird vor allem Judith Leyster genannt, ein wirklicher Leitstern in der Kunst, von dem sie auch den Namen trägt, die Hausfrau von Molenaer, der auch ein berühmter Malers ist, in Haarlem geboren und zu Amsterdam bekannt.“

## Wiederentdeckung
Obwohl die Zeitgenossen von Judith Leyster ihre Arbeiten sehr schätzten, blieben die Malerin und ihr Werk für lange Zeit vergessen. Ihre Bilder galten als verloren gegangen oder wurden Frans Hals zugeschrieben. Erst 1893 entdeckte der Louvre auf einem Bild unter der falschen Signatur von Frans Hals das Monogramm von Judith Leyster, und noch im selben Jahr erschien ein erster wissenschaftlicher Aufsatz über Leysters Arbeit. Inzwischen gelten 48 Arbeiten als authentische Werke der Künstlerin und zwölf weitere sind aus Beschreibungen des 17. und 18. Jahrhunderts überliefert. 1993 zeigten das Frans Hals Museum Haarlem und das Worcester Art Museum in Massachusetts gemeinsam die erste Retrospektive von Judith Leysters Werk. 2009/10 widmete ihr das Frans Hals Museum die Einzelausstellung Judith Leyster – De eerste vrouw die meesterschilder werd.
Im Dezember 2016 wurde in einem britischen Landhaus ein spätes Selbstporträt von Judith Leyster entdeckt. In dem aus dem Jahre 1653 stammenden Bild zeigt sich die Künstlerin wiederum beim Malen, diesmal als ältere verheiratete Frau in gedeckter Kleidung. Das Selbstporträt wurde Ende Dezember 2016 bei dem Auktionshaus Christie’s für eine halbe Million Pfund von einem unbekannten Käufer ersteigert.
Ihre Arbeiten befinden sich unter anderem in folgenden Sammlungen:
- Mauritshuis, Den Haag
- Museum Boerhaave,  Leiden
- Rijksmuseum, Amsterdam
- Musée du Louvre, Paris
- National Gallery, London
- Nationalmuseet, Stockholm
- National Museum of Women in the Arts, Washington D.C.
- National Gallery of Art, Washington D.C.
- Suermondt-Ludwig-Museum, Aachen
- Philadelphia Museum of Art, Philadelphia

## Galerie

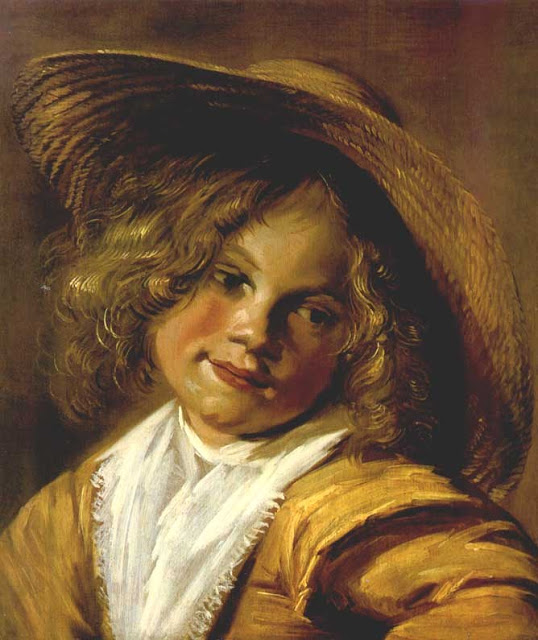
Kopf eines Kindes / Mädchen mit Strohhut (1630–1640) Accademia Carrara Bergamo
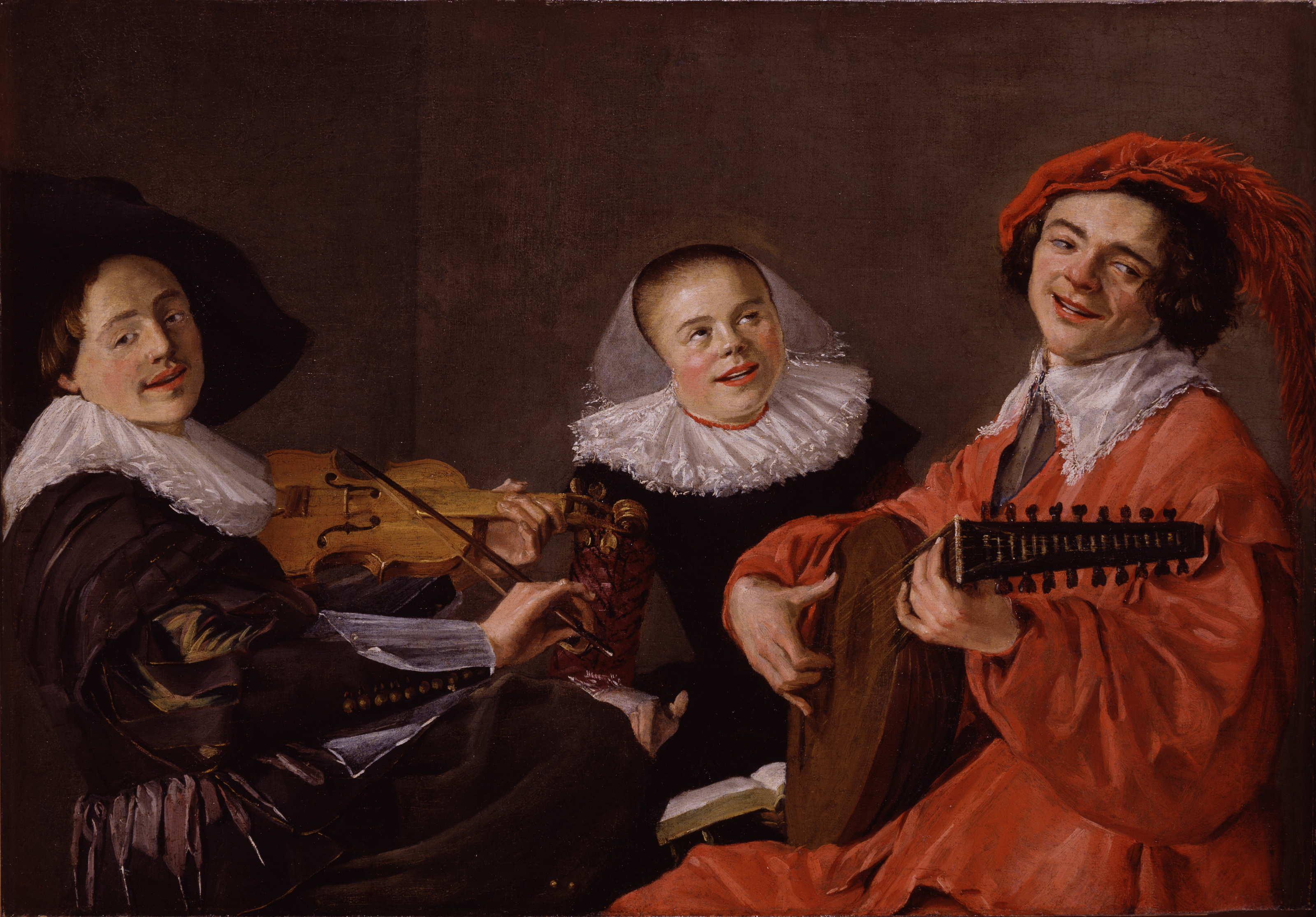
Das Konzert (1631–1633) National Museum of Women in the Arts Washington D.C.
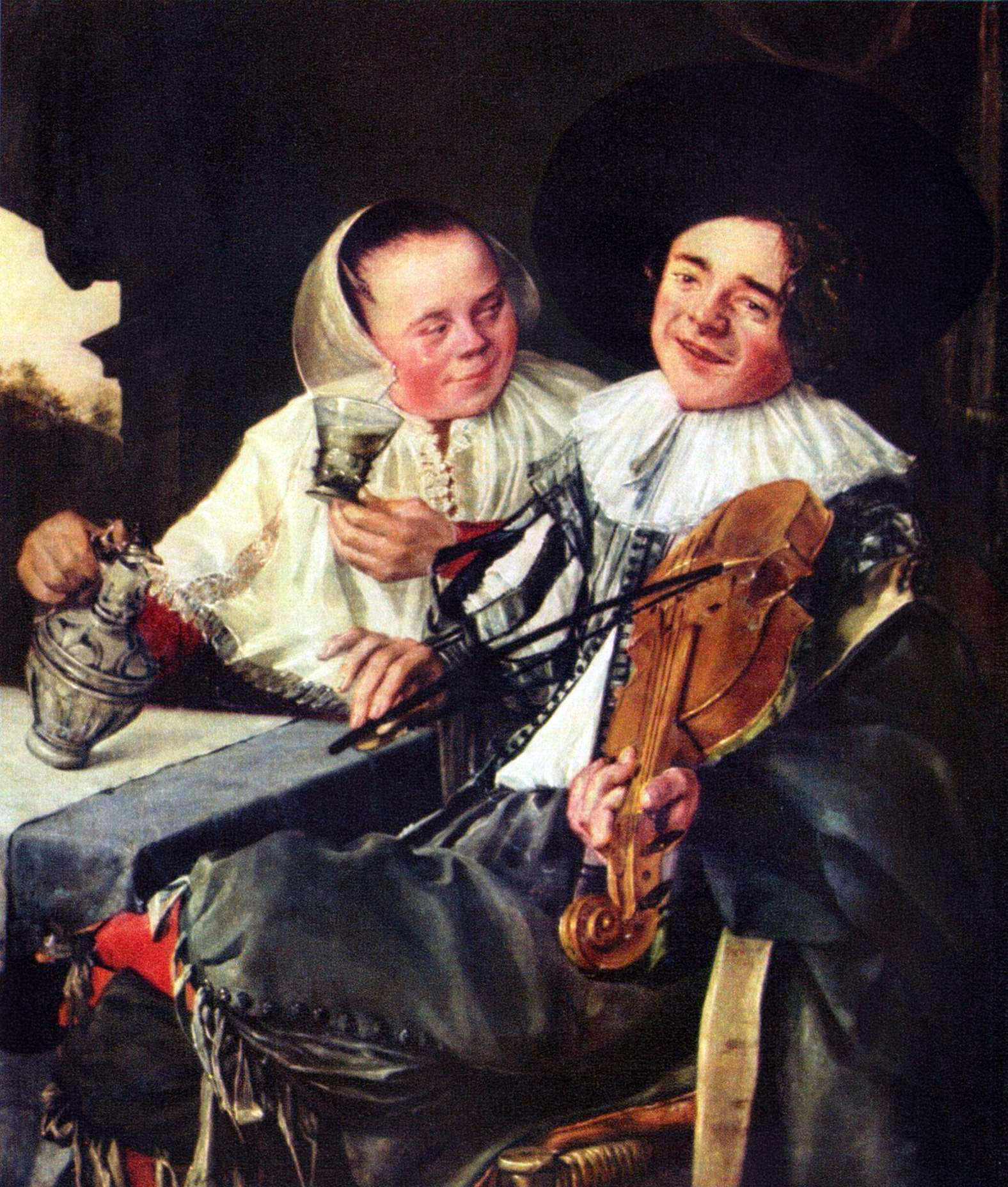
Lustige Gesellschaft (1630) Musée du Louvre Paris
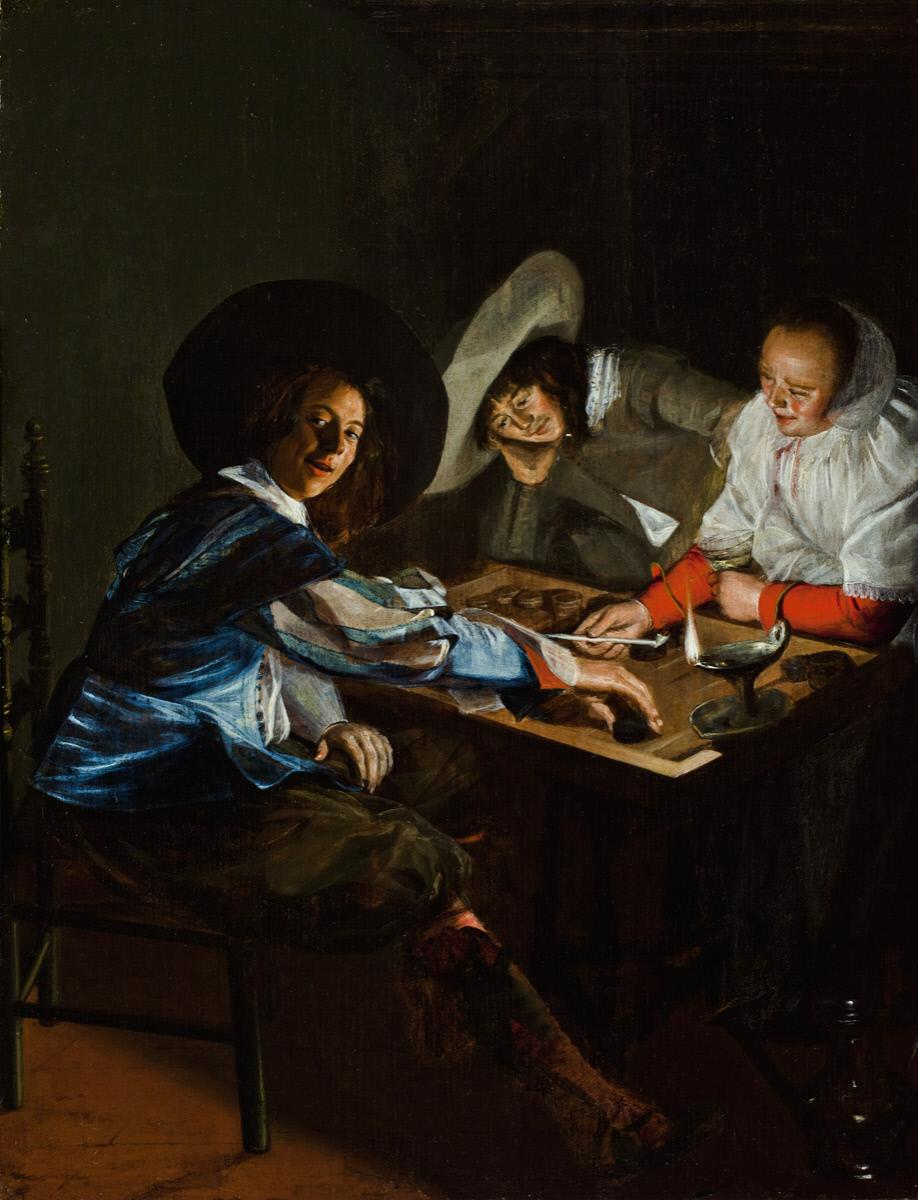
Das Tric-Trac-Spiel (1630) Worcester Art Museum Worcester, MA
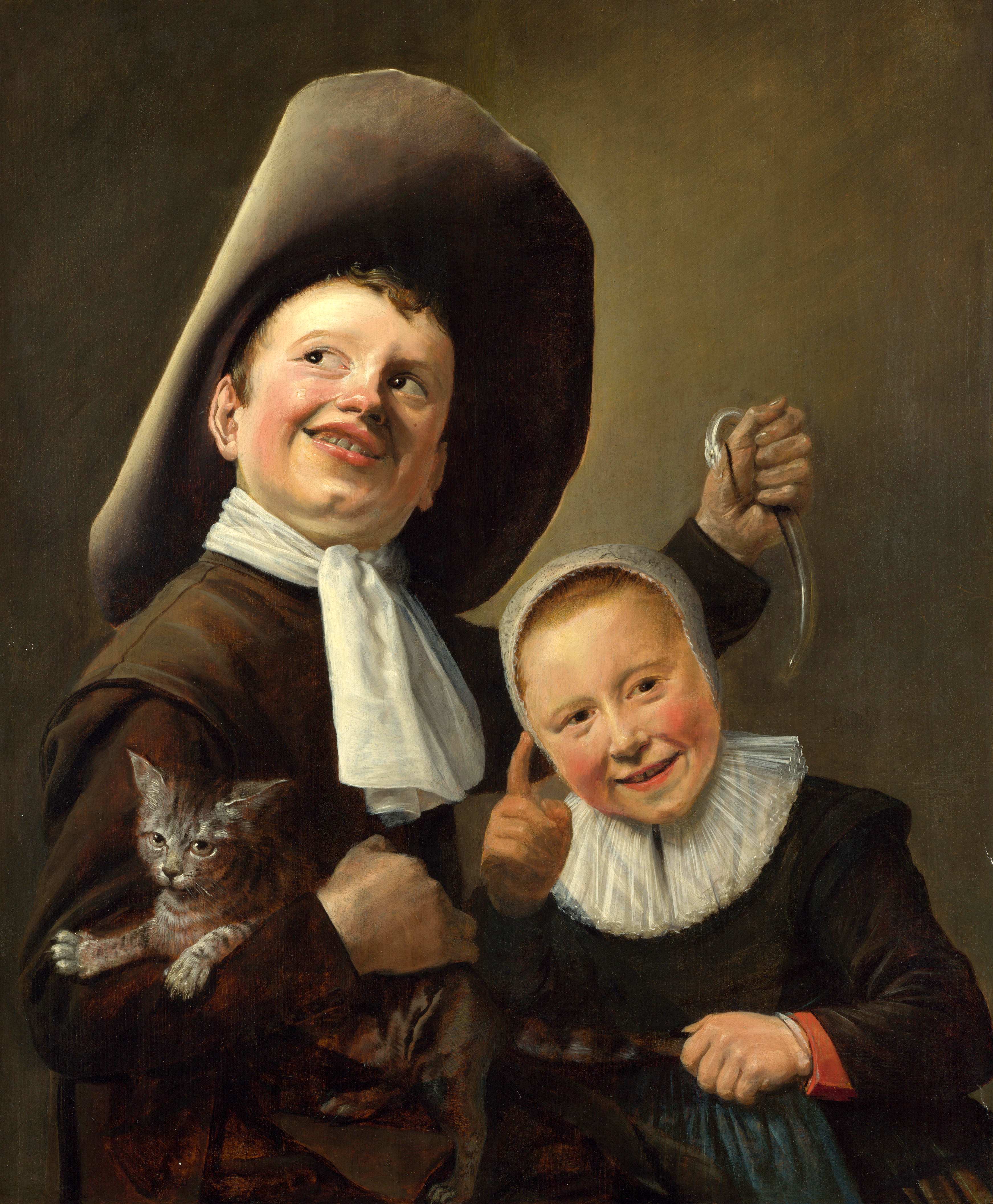
Junge und Mädchen mit Katze und Aal (ca. 1635) National Gallery London
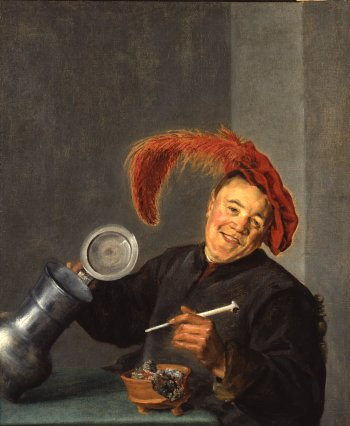
Der lustige Zecher (1629) Staatliche Museen – Gemäldegalerie Berlin
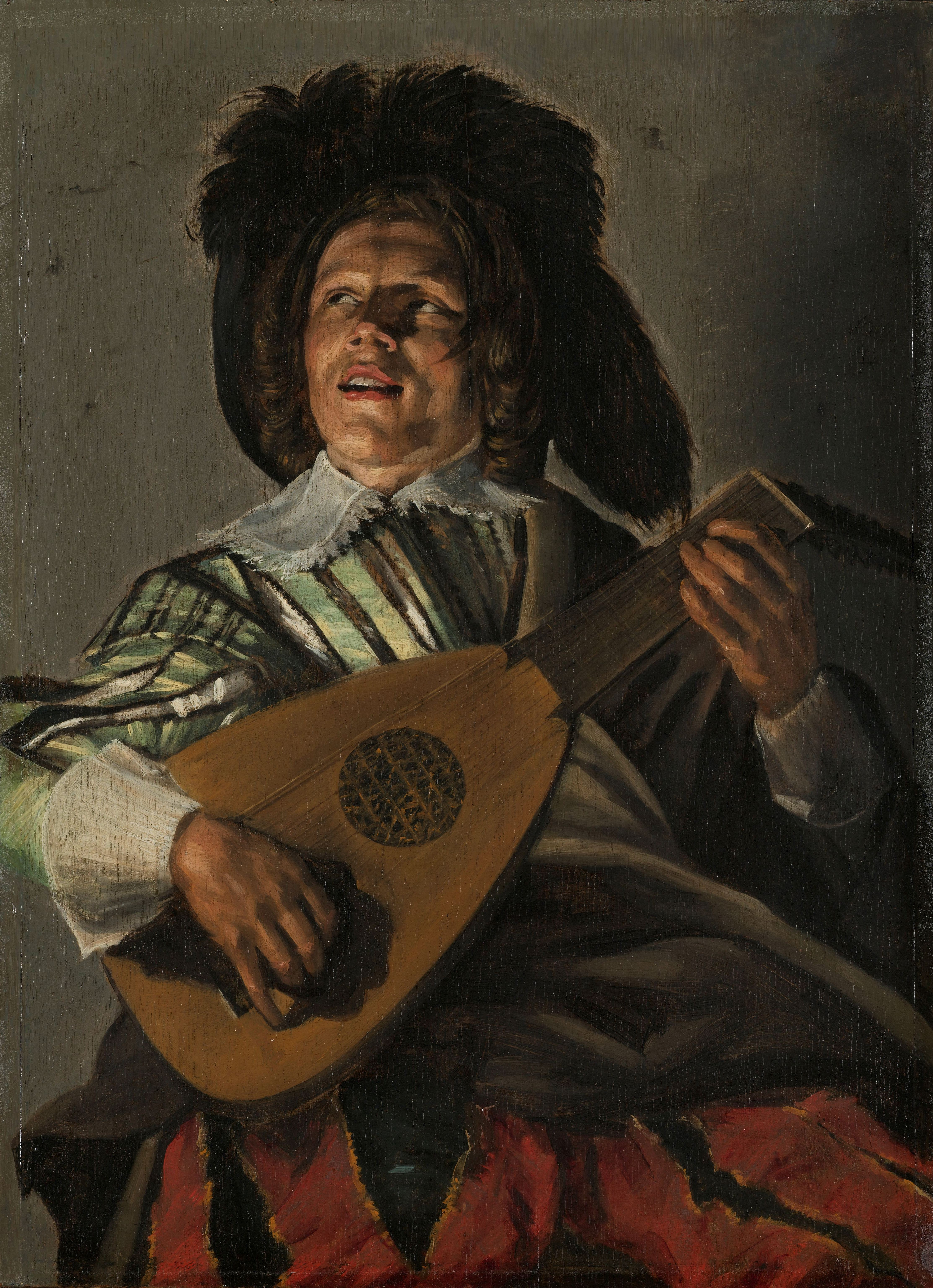
Serenade (1629) Rijksmuseum Amsterdam
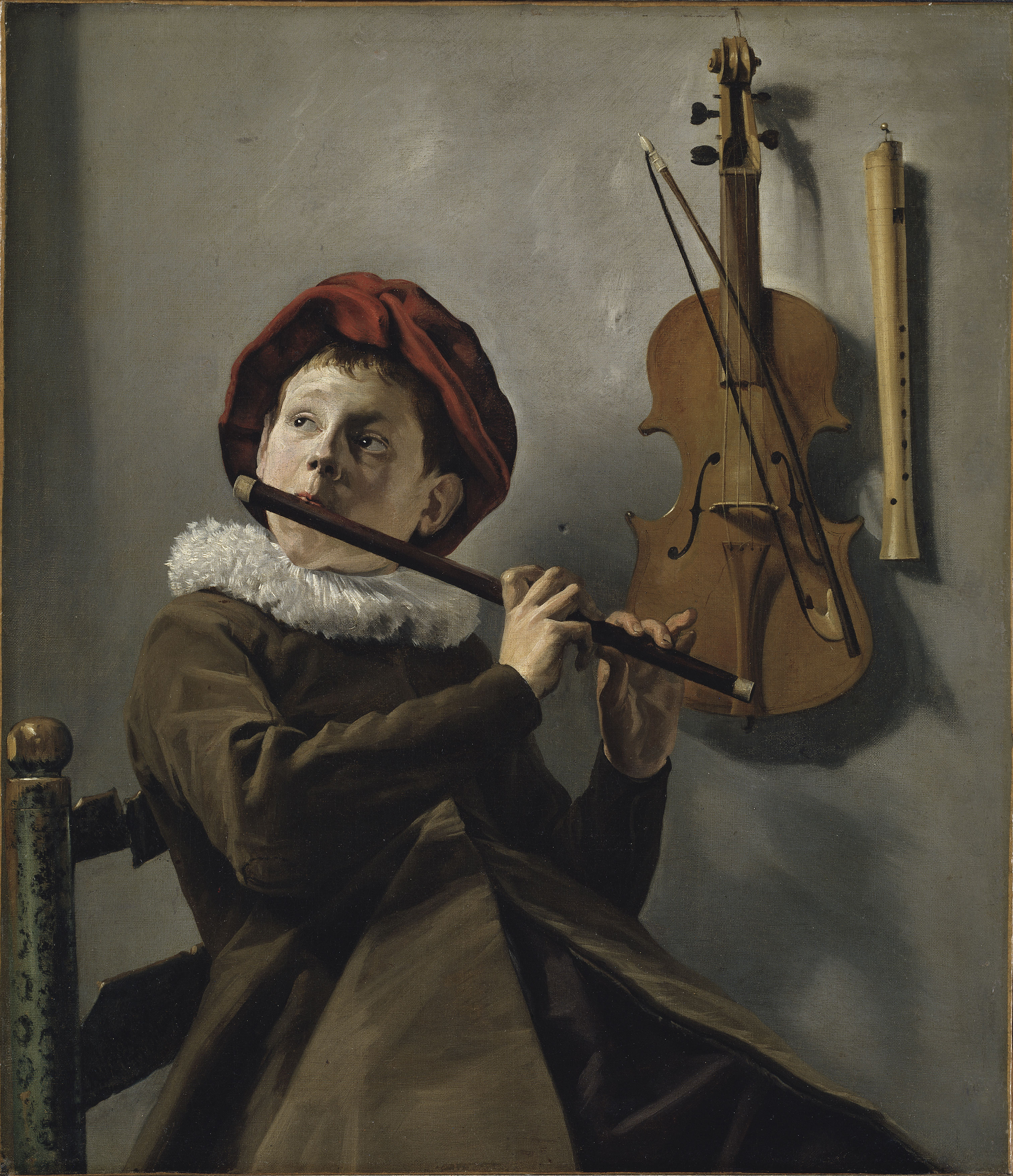
Junger Flötespieler (ca. 1635) Nationalmuseum Stockholm
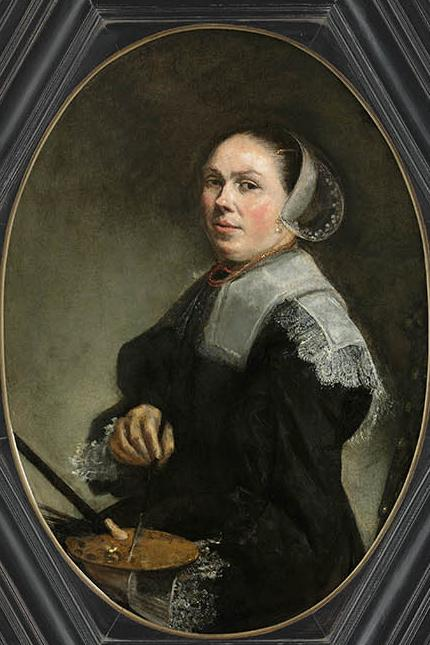
Selbstporträt von Judith Leyster (um 1653), im Dezember 2016 versteigert
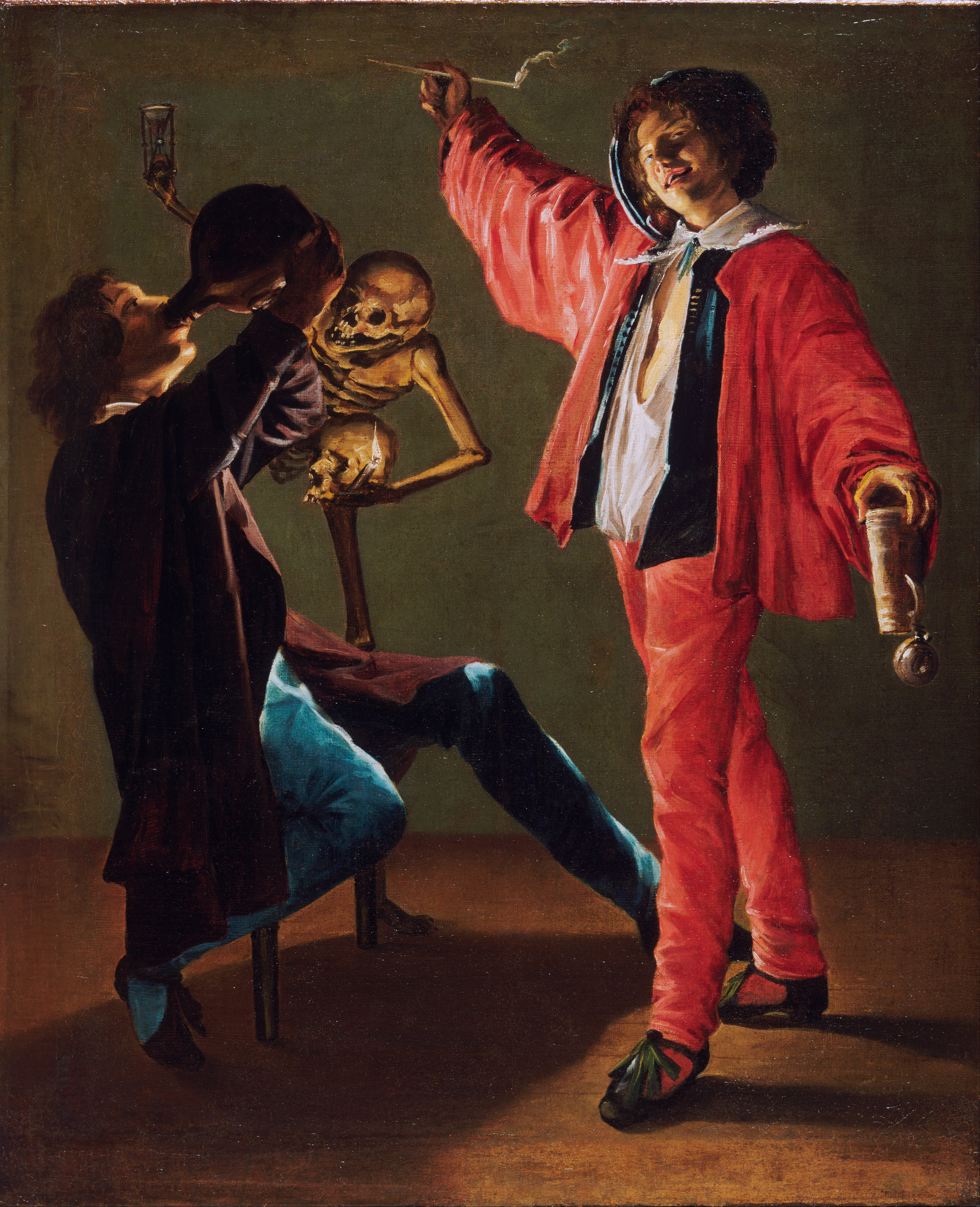
Der letzte Tropfen (um 1629), Philadelphia Museum of Art